# Liste der Naturdenkmale in Küssaberg
| Naturdenkmale | Anzahl |
| ------------- | ------ |
| FND           | 4      |
| END           | 2      |
| Gesamt        | 6      |

Die Liste der Naturdenkmale in Küssaberg nennt die verordneten Naturdenkmale (ND) der im baden-württembergischen Landkreis Waldshut liegenden Gemeinde Küssaberg. In Küssaberg gibt es insgesamt sechs als Naturdenkmal geschützte Objekte, davon vier flächenhafte Naturdenkmale (FND) und zwei Einzelgebilde-Naturdenkmale (END).
Stand: 1. November 2016.

## Flächenhafte Naturdenkmale (FND)
| Name                                             | Bild                 | Kennung     | Einzelheiten | Position | Fläche Hektar | Datum         |
| ------------------------------------------------ | -------------------- | ----------- | ------------ | -------- | ------------- | ------------- |
| Blaugrasrasen Küssaberg                          | BW                   | 83371250002 | Küssaberg    | ⊙        | 0,6           | 3. Dez. 1981  |
| Rheinheimer Insel                                | ND Bildmitte halbre. | 83371250001 | Küssaberg    | ⊙        | 1,5           | 7. März 1980  |
| Seiler                                           | BW                   | 83371250003 | Küssaberg    | ⊙        | 2,0           | 27. Sep. 1984 |
| Steilhang d. alten Rheinterr. (seltene Pflanzen) |                      | 83371250006 | Küssaberg    | ???      | 0,0           | 13. Okt. 1949 |
| Legende für Naturdenkmal                         |                      |             |              |          |               |               |

## Einzelgebilde (END)
| Name                     | Bild | Kennung     | Einzelheiten | Position | Fläche Hektar | Datum         |
| ------------------------ | ---- | ----------- | ------------ | -------- | ------------- | ------------- |
| Ginkgobaum               |      | 83371250004 | Küssaberg    | ???      | 0,0           | 22. Aug. 1974 |
| Linde                    |      | 83371250005 | Küssaberg    | ???      | 0,0           | 13. Okt. 1949 |
| Legende für Naturdenkmal |      |             |              |          |               |               |